# Kenai Peninsula Borough
Der Kenai Peninsula Borough ist ein Borough (Bezirk) im Bundesstaat Alaska der Vereinigten Staaten von Amerika. Bei der Volkszählung im Jahr 2020 wurden 58.799 Einwohner gezählt. Der Verwaltungssitz ist Soldotna.

## Geographie
Der Borough liegt auf beiden Seiten des Cook Inlets zwischen der Alaskakette und der Kenai-Halbinsel, auf der sich der Kenai-Fjords-Nationalpark befindet. Der Borough hat eine Gesamtfläche von 64.114 Quadratkilometern; davon sind 41.474 Quadratkilometer Land und 22.640 Quadratkilometer (35,31 Prozent) Wasserflächen.

## Geschichte
Das Borough wurde mit Wirkung zum 1. Januar 1964 am 13. September 1963 gegründet. Benannt wurde es nach dem Volk der Kenaitze, das hier lebte. Diese Bezeichnung wiederum hat russische Wurzeln und stammt von Kenayskaya ab, dem Namen für das Cook Inlet.

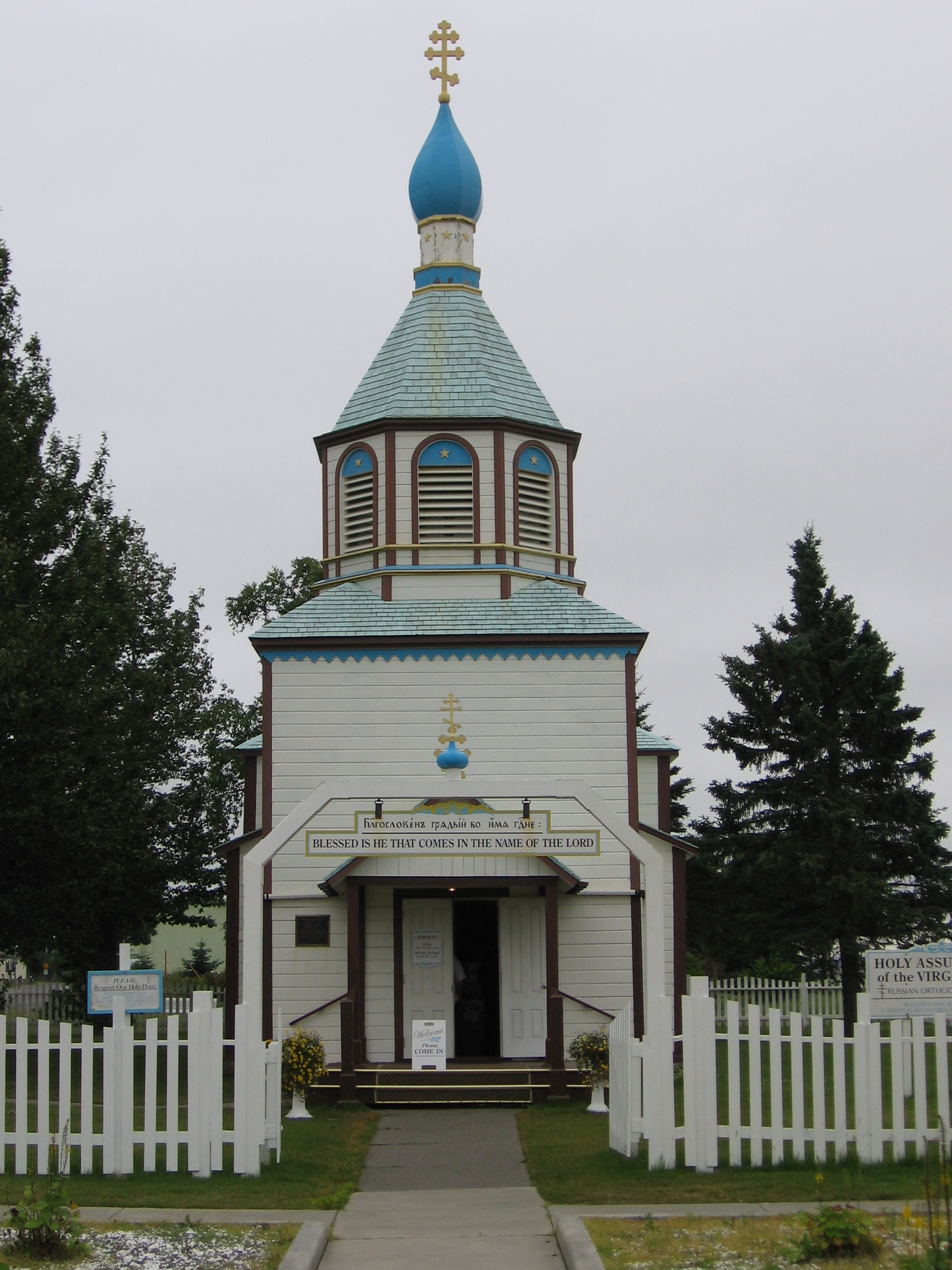
Die Holy Assumption of the Virgin Mary Church ist seit April 1970 eine National Historic Landmark.

36 Bauwerke, Stätten und historische Bezirke (Historic Districts) der Stadt sind im National Register of Historic Places („Nationales Verzeichnis historischer Orte“; NRHP) eingetragen (Stand 31. Januar 2022), darunter haben die Holy Assumption of the Virgin Mary Church und die Yukon Island Main Site den Status eines National Historic Landmarks.

## Städte und Orte
Im Kenai Peninsula Borough befinden sich 6 Cities (Gemeinden) sowie 31 Census-designated places (gemeindefreie Gebiete) (Stand 2020).

### Cities
- Homer
- Kachemak
- Kenai
- Seldovia
- Seward
- Soldotna

### Census-designated places (CDPs)
- Anchor Point
- Bear Creek
- Beluga
- Clam Gulch
- Cohoe
- Cooper Landing
- Crown Point
- Diamond Ridge
- Fox River
- Fritz Creek
- Funny River
- Halibut Cove
- Happy Valley
- Hope
- Kalifornsky
- Kasilof
- Lowell Point
- Moose Pass
- Nanwalek
- Nikiski
- Nikolaevsk
- Ninilchik
- Point Possession
- Port Graham
- Primrose
- Ridgeway
- Salamatof
- Seldovia Village
- Sterling
- Sunrise
- Tyonek